# Lijst van voetbalinterlands Australië - China
Deze lijst van voetbalinterlands is een overzicht van alle officiële voetbalwedstrijden tussen de nationale teams van Australië en China. De landen hebben tot op heden twaalf keer tegen elkaar gespeeld. De eerste ontmoeting was een vriendschappelijke wedstrijd op 4 december 1983 in Singapore. Het laatste duel, een kwalificatiewedstrijd voor het Wereldkampioenschap voetbal 2026, werd gespeeld in Hangzhou op 25 maart 2025.

## Wedstrijden
| №  | Plaats    | Datum             | Competitie           | Wedstrijd         | Uitslag |
| -- | --------- | ----------------- | -------------------- | ----------------- | ------- |
| 1  | Singapore | 4 december 1983   | Vriendschappelijk    | China − Australië | 2 − 1   |
| 2  | Peking    | 3 november 1984   | Vriendschappelijk    | China − Australië | 3 − 2   |
| 3  | Brisbane  | 27 september 1985 | Vriendschappelijk    | Australië − China | 3 − 0   |
| 4  | Guangzhou | 24 maart 2007     | Vriendschappelijk    | China − Australië | 0 − 2   |
| 5  | Kunming   | 26 maart 2008     | WK 2010 kwalificatie | China − Australië | 0 − 0   |
| 6  | Sydney    | 22 juni 2008      | WK 2010 kwalificatie | Australië − China | 0 − 1   |
| 7  | Seoel     | 28 juli 2013      | Oost-Azië Cup 2013   | Australië − China | 3 − 4   |
| 8  | Brisbane  | 22 januari 2015   | Azië Cup 2015        | China − Australië | 0 − 2   |
| 9  | Doha      | 2 september 2021  | WK 2022 kwalificatie | Australië − China | 3 − 0   |
| 10 | Sharjah   | 16 november 2021  | WK 2022 kwalificatie | China − Australië | 1 − 1   |
| 11 | Adelaide  | 10 oktober 2024   | WK 2026 kwalificatie | Australië − China | 3 − 1   |
| 12 | Hangzhou  | 25 maart 2025     | WK 2026 kwalificatie | China − Australië | 0 − 2   |

## Samenvatting
| Competitie        | Totaal gespeeld | Winst Australië | Gelijk | Winst China | Doelsaldo Australië – China |
| ----------------- | --------------- | --------------- | ------ | ----------- | --------------------------- |
| WK-kwalificatie   | 6               | 3               | 2      | 1           | 10 − 2                      |
| Azië Cup          | 1               | 1               | 0      | 0           | 2 − 0                       |
| Oost-Azië Cup     | 1               | 0               | 0      | 1           | 3 − 4                       |
| Vriendschappelijk | 4               | 2               | 0      | 2           | 7 − 6                       |
| Totaal            | 12              | 6               | 2      | 4           | 22 − 12                     |

Wedstrijden bepaald door strafschoppen worden, in lijn met de FIFA, als een gelijkspel gerekend.

## Details

### Zevende ontmoeting
| Oost-Azië Cup 2013 (Seoul, Zuid-Korea, 28 juli 2013): |       |                                               |
| Australië                                             | 3 – 4 | China                                         |
| Aaron Mooy 30' Adam Taggart 89' Mitchell Duke 90+4'   | goals | 5' Yu Dabao 56' Sun Ke 87' Yang Xu 88' Wu Lei |

### Achtste ontmoeting
| Azië Cup 2015 (Brisbane, Australië, 22 januari 2015): |       |                                     |
| China                                                 | 0 – 2 | Australië                           |
|                                                       | goals | 48' Ivan Franjić 65' Jason Davidson |